# Laurenan
Laurenan är en kommun i departementet Côtes-d'Armor i regionen Bretagne i nordvästra Frankrike. Kommunen ligger i kantonen Merdrignac som tillhör arrondissementet Dinan. År 2022 hade Laurenan 742 invånare.

## Befolkningsutveckling
Antalet invånare i kommunen Laurenan
Referens:INSEE